# Louis Paul Arsène Theilhard
Louis Theilard, ou Louis Paul Arsène Theilard, né le 16 juin 1826 à Faycelles (Lot) et mort le 28 février 1907 à Sabadel-Latronquière (Lot), est un homme politique français.

## Biographie
Louis Paul Arsène Theilhard fut maire de Figeac en juin 1871. À ce poste, il fut le premier à lancer l'alimentation de la ville par adduction d'eau. Il fut aidé dans ce grand projet par Lucien Boyer (grand-père du comédien Charles Boyer), Auguste Descanps, Jean Calmon et Pierre Griffoul.
Il fut élu conseiller général du canton de Figeac-Est. Il fut aussi député de la circonscription de Figeac à trois reprises en 1876, 1877 et 1881, siégeant au centre gauche. Il est l'un des 363 qui refusent la confiance au gouvernement de Broglie lors de la crise du 16 mai 1877. Il démissionne, le 1er février 1863, de ses fonctions de député et de maire pour raisons personnelles et apparemment déçu des mœurs politique.
Il se retire à Sabadel-Latronquière et y meurt le 28 février 1907.

## Sources
- Ressource relative à la vie publique :   - Base Sycomore
- « Louis Paul Arsène Theilhard », dans Adolphe Robert et Gaston Cougny, Dictionnaire des parlementaires français, Edgar Bourloton, 1889-1891 [détail de l’édition]
- « Louis Paul Arsène Theilhard », dans le Dictionnaire des parlementaires français (1889-1940), sous la direction de Jean Jolly, PUF, 1960 [détail de l’édition]